# Caitlín Maude
Caitlín Maude (* 22. Mai 1941 in Casla, County Galway; † 6. Juni 1982) war eine irische Dichterin, Lehrerin, Schauspielerin und Sängerin irisch-traditioneller Musik.

## Kindheit und Jugend
In einer Gaeltachtregion geboren, wuchs Caitlín Maude zunächst irischsprachig auf. Ihre Mutter Máire Nic an Iomaire war Lehrerin aus Casla. Durch sie erhielt Caitlín Maude die Grundschulbildung, und zwar an deren Schul-Arbeitsplatz auf der kleinen Insel An tOileán Iarthach (Illauneeragh) westlich der Küste von Ros Muc, Connemara. Caitlíns Vater John Maude war ein an Musik und Gesang interessierter Landwirt, der aus Cill Bhriocáin in Ros Muc stammte. Die Familie war in Rosmuc in die Dorfgemeinschaft eingebunden, in der sich viele Menschen vor allem im Winter traditionell und regelmäßig zu Musik und Gesang trafen. Zugleich war die Familie sehr am Gebrauch der irischen Sprache interessiert, so dass Musik und Sprache im Leben Maudes schon früh großen Raum einnahmen. Nach dem Besuch der irischsprachigen Sekundarschule Coláiste Chroí Mhuire in An Spidéal studierte Maude schließlich am University College Galway Irisch, Englisch, Französisch und Mathematik. Wie ihre Mutter wurde auch sie Lehrerin und arbeitete in Schulen in den Counties Kildare, Mayo  und Wicklow. Sie arbeitete auch in anderen Funktionen in London und Dublin.

## Werk
Während des Grundstudiums in Galway spielte Maude am Taibhdhearc-Theater in Galway und am Damer-Theater in Dublin. Für ihre Rolle der Protagonistin Máire Ní Chathasaigh in der Produktion An Triail von Máiréad Ní Ghráda während des Dubliner Theaterfestivals 1964 erhielt sie internationale Aufmerksamkeit. Sie arbeitete als Theaterautorin und war beim Stück An Lasair Choille Co-Autorin von Michael Hartnett.
Sie begann bereits in der Sekundarschule Gedichte auf Irisch zu schreiben und entwickelte einen lyrischen Stil, der eng auf den Rhythmus der Stimme abgestimmt war. Obwohl sie nicht im konventionellen Sinne religiös war, beschrieb sie in einem Interview ein tiefes Interesse am Spirituellen, das ihre Poesie prägen würde. Maude galt als exzellente Rezitatorin ihrer eigenen Gedichte. Ihr bekanntestes Gedicht heißt Géibheann (Gefangenschaft) und beschreibt die Situation eines gefangenen wilden Tiers. Als posthume Sammelausgaben erschienen Dánta (1984), file sowie Coiscéim (1985).
Als Mitglied der Dubliner irischsprachigen Gemeinschaft wirkte sie bei vielen Kampagnen mit, einschließlich der Einführung der Gaelscoil (irische Mittel-Primarschule) Scoil Santain in Tallaght, County Dublin.
Caitlín Maude besaß ebenfalls einen Namen als Sean-nós-Sängerin, einer irischen, unbegleiteten und stark ornamentierten Gesangsform. Im Jahr 1975 veröffentlichte sie in diesem Genre das Album Caitlín, später auch als CD herausgebracht. Neben traditionellen Songs enthält es von ihr gelesene, eigene Gedichte.

## Privatleben
Maude heiratete Cathal Ó Luain im Jahr 1969. Ein Sohn entstammt dieser Ehe.
Caitlín Maude starb nach Komplikationen einer Krebserkrankung im Alter von 41 Jahren. Ihr Grab liegt auf dem Friedhof von Bohernabreena (Bóthar na Bruíne) in den Dublin Mountains.